# Miedziana (Warszawa)
Miedziana – osiedle w dzielnicy Wola w Warszawie.

## Położenie i charakterystyka
Osiedle Miedziana znajduje się na warszawskiej Woli, na obszarze Miejskiego Systemu Informacji Mirów. Zostało wybudowane w latach 1963–1967 według projektu Zygmunta Stępińskiego i Andrzeja Milewskiego. Jest położone na 4-hektarowym terenie między ulicami: Miedzianą, Sienną, Żelazną i Twardą (wcześniej Krajowej Rady Narodowej). Powstało w miejscu prowizorycznych zabudowań i warsztatów stanowiących część rejonu nazywanego po II wojnie światowej „Dzikim Zachodem”. Nazwa osiedla pochodzi od nazwy ulicy.
Zespół mieszkaniowy składa się z kilku budynków wielorodzinnych, w tym o 11 i 13 kondygnacjach, które uzupełniły niezburzoną zabudowę przedwojenną. Nowo wybudowane budynki pomieściły 788 mieszkań, przy 1869 pomieszczeniach i miały kubaturę 160 772 m³. Całość zaplanowano dla ok. 3500 mieszkańców. Bloki uzupełniły pierzeję ulicy Miedzianej, a także stworzyły strefę dominanty wysokościowej przy nowo powstałym zielonym placyku ograniczonym ulicami Żelazną, Sienną i Twardą. Na szczytach niektórych budynków zaprojektowano detale architektoniczne w postaci wygiętych żelbetowych daszków, jednak zostały one zrealizowane w ograniczonej formie. Za jego realizację odpowiedzialne było Przedsiębiorstwo Budownictwa Mieszkaniowego „Centrum”.
W wyniku budowy osiedla zaistniała konieczność przeniesienia warszawskiej izby wytrzeźwień tzw. „żłobka”, który mieścił się w baraku przy skrzyżowaniu ulic Srebrnej i Żelaznej. Nową siedzibę izba znalazła przy ulicy Kolskiej.
Stanowi jedno z tzw. metalowych osiedli w Warszawie, obok pobliskich Złotej i Srebrnej.